# Barcelonès
Barcelonès is een comarca van de Spaanse autonome regio Catalonië. Het is onderdeel van de provincie Barcelona. In 2005 telde Barcelonès 2.215.581 inwoners op een oppervlakte van 144,72 km². De hoofdstad van de comarca is Barcelona.

## Gemeenten

De comarca Barcelonès

| Gemeente                  | Inwoners  |
| ------------------------- | --------- |
| Badalona                  | 218.553   |
| Barcelona                 | 1.593.075 |
| l'Hospitalet de Llobregat | 252.884   |
| Sant Adrià de Besòs       | 32.940    |
| Santa Coloma de Gramenet  | 118.129   |